# Biblioteca Municipal Orlando Lobo
A Biblioteca Municipal Orlando Lobo (cujo nome completo é Biblioteca Pública Municipal Orlando Lima Lobo) é uma instituição pública que ocupa a edificação histórica do antigo Mercado Municipal de Marabá, no Pará, no Brasil, construída na década de 1930.

## História
A edificação à Praça São Félix de Valois, no Núcleo Marabá Pioneira, foi construída na década de 1930 para abrigar o Mercado Municipal de Marabá. Com o tempo, a cidade se expandiu para outros bairros e o prédio perdeu sua função. “O prédio ficou um pouco esquecido por um período, o que mobilizou vários artistas locais solicitando a sua transformação em um centro cultural”.
Em 2008, a edificação foi reestruturada para abrigar sua nova função. Internamente as acomodações foram modernizadas, mas a estrutura histórica exterior foi mantida. O nome da biblioteca é uma homenagem póstuma a Orlando Lima Lobo, dono de uma lanchonete nesse mesmo bairro, que era o ponto de encontro de importantes personagens locais, incluindo figuras políticas da época; o que deixou Orlando muito conhecido na cidade.

Em 2022, o espaço passou por reformas de infraestrutura (pintura, manutenção no sistema elétrico e instalação de nova mobília) e na reinauguração disponibilizou mais 400 exemplares de escritores paraenses para o público. No total, o acervo da instituição tem mais de 10 mil livros.